# Келерашій-Векі
Келерашій-Векі (рум. Călărașii Vechi) — село у повіті Келераш в Румунії. Входить до складу комуни Куза-Воде.
Село розташоване на відстані 96 км на схід від Бухареста, 8 км на північний захід від Келераші, 108 км на захід від Констанци, 141 км на південний захід від Галаца.

## Населення
За даними перепису населення 2002 року у селі проживали 745 осіб, усі — румуни. Усі жителі села рідною мовою назвали румунську.